# Niobe (planetka)
(71) Niobe je planetka nacházející se v hlavním pásu asteroidů. Její průměr činí asi 83 km. Byla objevena 13. srpna 1861 německým astronomem R. Lutherem.